# Königsaaler Chronik

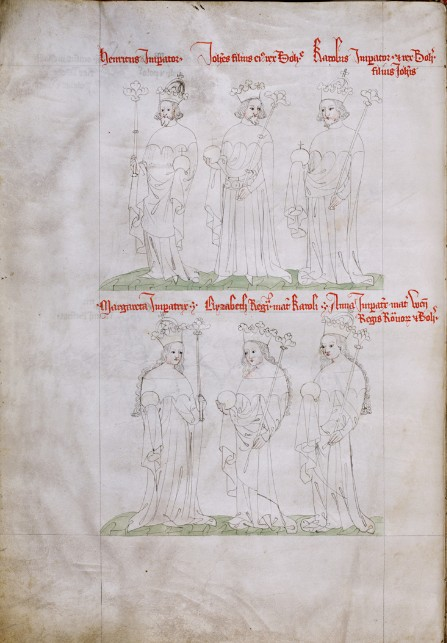
Abbildung der Luxemburger Dynastie in einer Handschrift der Königsaaler Chronik aus dem 14. Jahrhundert

Das Chronicon Aulae Regiae (deutsch Königsaaler Chronik; auch Chronik von Königsaal, Zbraslaver Chronik oder Chronik des Peter von Zittau; tschechisch Zbraslavská kronika) ist eine spätmittelalterliche lateinische Chronik, eine der bedeutendsten Geschichtsquellen zur Geschichte Böhmens im 13. und 14. Jahrhundert (von 1253 bis 1338) und hat dabei einen weit über Böhmen hinausgehenden geographischen Horizont. Die Chronik wurde von den Äbten des Zisterzienserklosters Königsaal bei Prag (tsch. Zbraslav) Otto von Thüringen und Peter von Zittau verfasst.
Die Königsaaler Chronik wurde von Abt Otto von Thüringen begonnen und von Peter von Zittau weitergeführt. Die Chronik ist dem Waldsassener Abt Johannes III. von Elbogen gewidmet und besteht aus drei Büchern:
- Das Buch I umfasst die Jahre 1253–1316. Es enthält 130 Kapitel sowie eine Lebensbeschreibung König Wenzels II. (Die Kapitel 1–51 verfasste Otto von Thüringen, Abt von 1312 bis 1314.)
- Das Buch II beinhaltet die Jahre 1317–1333 und besteht aus 30 Kapiteln,
- das Buch III umfasst die Jahre 1333–1338 und besteht aus 15 Kapiteln.[3]

Die Chronik stellt auch eine wichtige Quelle für die deutsche Reichsgeschichte dar. Neben der Geschichte des Klosters beschreibt sie das Geschehen in ganz Böhmen und greift für die Zeit von 1306 bis 1337 auch darüber hinaus. Dargestellt werden neben Wenzel II. auch Kaiser Heinrich VII. sowie König Johann von Luxemburg und dessen Gattin Elisabeth, deren Beichtvater Peter war und die das Kloster Königsaal besonders förderte. Das (1306 in männlicher Linie ausgestorbene) Herrscherhaus der Přemysliden wird ausgesprochen positiv und der Erwerb Böhmens durch das Haus Luxemburg 1310 ausführlich dargestellt. Die Chronik ist auch deshalb bedeutsam, weil Peter als Zeitgenosse ein glaubwürdiger Augenzeuge gewesen ist.
Die in Mittellatein abgefasste Chronik, die teilweise in leoninischen Versen geschrieben wurde, besitzt auch einen hohen literarischen Wert. Sie enthält umfangreiche Verspartien mit insgesamt 2651 Hexametern. An der deutschen Übersetzung arbeitete bis zu seinem Tod im Jahr 2009 Josef Bujnoch. Er beendete nur Buch I. Eine Publikation seiner Arbeit gemeinsam mit einer Neuübersetzung von Buch II und III wurde 2014 von Stefan Albrecht herausgegeben.
Franz von Prag benutzte die Königsaaler Chronik als Quelle für die von ihm verfasste Chronik von Prag. Diese diente wiederum Benesch von Weitmühl als Quelle für die Fortführung der Chronica Boemorum des Cosmas von Prag. Es ist die erste Chronik, die die Schlacht bei Morgarten erwähnt (einer der wichtigsten Gründungsmythen der Schweiz).